# Temnosira subarcuata
Temnosira subarcuata är en tvåvingeart som först beskrevs av Johnson 1921.  Temnosira subarcuata ingår i släktet Temnosira och familjen prickflugor. Inga underarter finns listade i Catalogue of Life.